# Кам'янка (станція)
Кáм'янка — проміжна залізнична станція Шевченківської дирекції Одеської залізниці на електрифікованій лінії Імені Тараса Шевченка — Чорноліська між станціями Райгород (10 км) та Косарі (8 км). Розташована в однойменному місті Черкаського району Черкаської області.

## Історія
Станція відкрита 1876 року, одночасно з відкриттям регулярного руху поїздів від станції Бобринської (нині — Імені Тараса Шевченка) до Знам'янки.
26 січня 2017 року, о 04:25, на станції Кам'янка з під'їзної колії компанії «АДМ Кам'янський елеватор» 10 зерновозів (7 порожніх та 3 навантажених зерном) самовільно зрушили з місця. У результаті події 7 вагонів зійшли з рейок, внаслідок чого пошкоджено контактні опори разом із твердими поперечними з'єднаннями, що завадили руху головними коліями  станції. Рух поїздів на тепловозній тязі здійснювався лише по третій колії. Час затримки поїздів становив близько трьох годин.

## Пасажирське сполучення
На станції Кам'янка зупиняються поїзди далекого сполучення та приміські електропоїзди Знам'янського та Шевченківського напрямків.